# La Forêt-le-Roi
La Forêt-le-Roi è un comune francese di 482 abitanti situato nel dipartimento dell'Essonne nella regione dell'Île-de-France.

## Società

### Evoluzione demografica
Abitanti censiti